# Quièvrecourt
Quièvrecourt ist eine französische Gemeinde mit 401 Einwohnern (Stand 1. Januar 2022) im Département Seine-Maritime in der Region Normandie. Sie gehört zum Arrondissement Dieppe und zum Gemeindeverband Communauté Bray-Eawy. Die Bewohner werden Quièvrecourtais und Quièvrecourtaises genannt.

## Geografie
Die Gemeinde Quièvrecourt liegt östlich des Zentrums des Départements in der Landschaft Pays de Bray am Fluss Béthune, etwa 32 Kilometer südöstlich der Hafenstadt Dieppe und etwa 40 Kilometer nordöstlich der Großstadt Rouen. Das 402 ha große waldarme Gemeindegebiet zeigt eine Mischung aus Äckern und Wiesen, unterbrochen von Hecken und Obstbaumalleen. Zu Quièvrecourt gehören die Weiler Sainte-Claire, Caron, Les Cramillons, Les Viviers Canger, Bois de la Justice und La Ceriseraie. Umgeben wird Quièvrecourt von den Nachbargemeinden Neufchâtel-en-Bray im Nordosten und Osten, Neuville-Ferrières im Südosten, Esclavelles im Südwesten, Bully im Westen sowie Saint-Martin-l’Hortier im Nordwesten.

## Geschichte
Der Ortsname ist abgeleitet vom französischen chévre für Ziege, was durch zwei Ziegen im Wappen symbolisiert wird; court steht für Ort oder Platz. Lateinisch hieß der Ort capricurtis.
Die wuchtig wirkende Kirche von Quièvrecourt stammt aus der Zeit zwischen dem 11. und 13. Jahrhundert. Sie ist dem Heiligen Ribert (Robert of Newminster) gewidmet.
Im Juli 1944 zerstörte eine Bombe das Kirchenschiff. Es wurde nach Kriegsende wieder aufgebaut.
Im Glockenturm läuten drei Glocken. Rechts des Altars befindet sich die kleine Kapelle Sainte-Apolline. Hier kamen früher zahlreiche Pilger, die Linderung von Zahnschmerzen erbaten.

### Bevölkerungsentwicklung
| Jahr      | 1962 | 1968 | 1975 | 1982 | 1990 | 1999 | 2010 | 2021 |
| Einwohner | 213  | 222  | 296  | 374  | 469  | 419  | 459  | 406  |

Im Jahr 1990 wurde mit 469 Bewohnern die bisher höchste Einwohnerzahl ermittelt. Die Zahlen basieren auf den Daten von cassini.ehess.fr und INSEE.

## Sehenswürdigkeiten
- Kirche Saint-Ribert
- Château de la Nobraie[4]

## Wirtschaft und Infrastruktur
Quièvrecourt war bis ins 20. Jahrhundert eher ländlich geprägt. In der Gemeinde gibt es noch zehn Landwirtschaftsbetriebe (vorwiegend Viehzucht und Produktion von Fleisch, Eiern, Wolle, Milch und Käse - hier hauptsächlich die Sorte Neufchâtel). Wegen zu geringer Anzahl von Kindern musste die Grundschule im Ort geschlossen werden. Auch gibt es kein Café/Tabak-Geschäft mehr. Durch die direkte Nachbarschaft zur Kleinstadt Neufchâtel-en-Bray konnten diese Verluste kompensiert werden. Geblieben sind eine Tischlerei, ein Malerbetrieb, ein Fliesenhandelsgeschäft und ein Saatgutbetrieb.
Durch den Süden des Gemeindeareals führt die Autoroute A28 mit einem eigenen Anschluss. Der nächste Bahnhof befindet sich im 23 Kilometer entfernten Aumale mit Anschlüssen nach Mers-les-Bains und Rouen.

## Belege
1. ↑  Quièvrecourt auf brayeawy.fr (Seite nicht mehr abrufbar, festgestellt im März 2021. Suche in Webarchiven) (französisch)
2. ↑  Quièvrecourt auf cassini.ehess.fr
3. ↑  Quièvrecourt auf insee.fr
4. ↑  Historische Aufnahme des Château de la Nobraie
5. ↑  Quièvrecourt auf annuaire-mairie.fr